# تقی مکی‌نژاد
تقی مکی‌نژاد (۱۲۹۷ در اراک - ؟) سیاستمدار مارکسیست، روزنامه‌نگار و نویسنده ایرانی بود.
وی از اعضای ۵۳ نفر و حزب توده ایران بود.

## فعالیت‌ها
او از اعضای پنجاه و سه نفر بود و پس از آزاد شدن از زندان به حزب توده پیوست. وی بعدها به‌علت وابستگی حزب توده به اتحاد شوروی از این حزب جدا شد.